# Silkesstrumpor

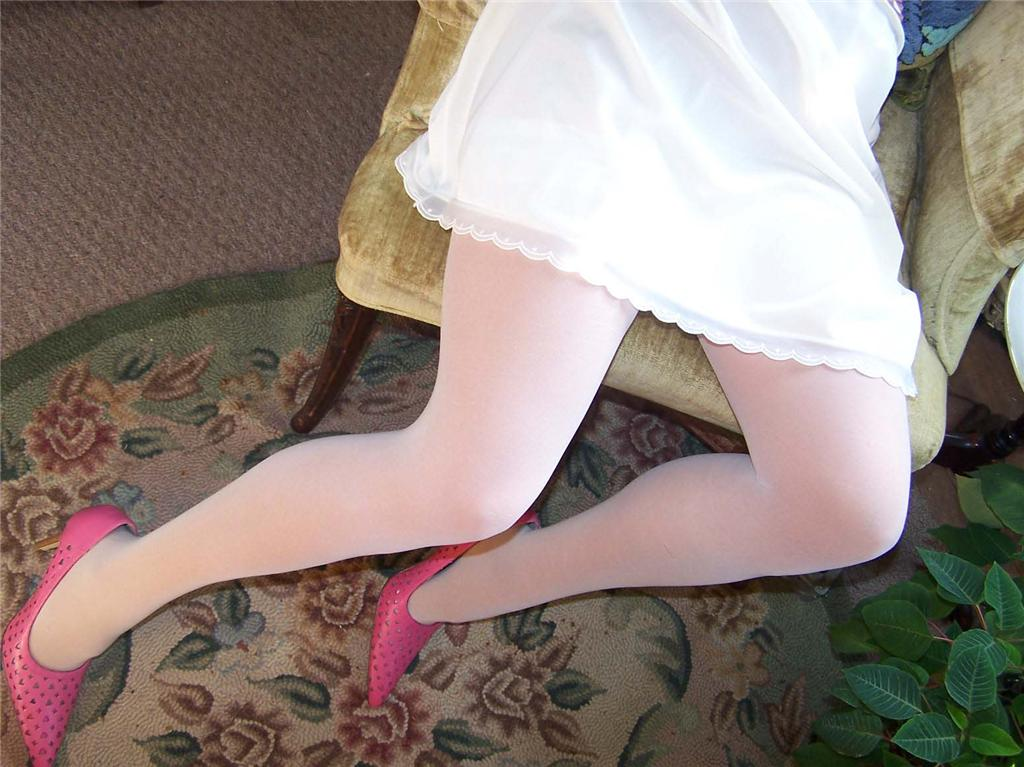
Silkesstrumpor

Silkesstrumpor (av engelska silk stockings) är ett underklädesplagg för kvinnor. De är lårhöga och tillverkade av silke. Strumpor av silke blev populära strax efter 1545, och de bars då av både män och kvinnor. 1589 uppfann engelsmannen William Lee den första stickningsmaskinen för silkesstrumpor. Olyckligtvis blev denna ett fiasko, och patentet gick till Frankrike. Under 1800-talet blev bomullsstrumpor tillgängliga för de flesta kvinnor. Efter första världskriget kom korta kjolar i ropet, och långa silkesstrumpor blev åter populära. I början av 1940-talet kom de första nylonstrumporna, som nästan helt ersatte silkesstrumporna. Till cirka 1960 hade dessa söm.
Silkesstrumpor saluförs även idag, men de äkta med 100 % silke är mycket dyra. Tillverkare av äkta silkesstrumpor är bland andra Aristoc, Cervin och Gerbe.